# La voz de los bosques
La Voz de los Bosques es el segundo disco del grupo ecuatoriano Viuda Negra, producido por el productor brasilero Thiago Bianchi (vocalista de Shaman y Karma) y coproducido por el vocalista Santiago Silva en los estudios Fusão V.M.T de São Paulo-Brasil durante el 2007.

## Canciones
1. Núcleo II (Música: Mauricio "Gato" Maldonado)
2. Instintos (Música: Santiago Villalba, Letra: Santiago Silva)
3. Jardín de las Delicias (Música: Mauricio "Gato" Maldonado, Letra: Santiago Silva)
4. Ausencia (Música: Mauricio "Gato" Maldonado, Letra: Santiago Silva)
5. La Voz de los Bosques (Música: Mauricio "Gato" Maldonado, Letra: Santiago Silva)
6. La Sinfonía de los Elementos (Música: Santiago Villalba, Letra: Santiago Silva)
7. Requiem (Música: Mauricio "Gato" Maldonado, Letra: Santiago Silva)
8. Criaturas Nocturnas (Música: Matias Alvear, Letra: Santiago Silva)

- Datos: Q5968507